# フォート・ドラム (エル・フレイル島)
フォート・ドラム（Fort Drum）は、フィリピン・マニラ湾の湾口部にアメリカ陸軍が設置した要塞である。その形状からコンクリート戦艦（The Concrete Battleship）と通称されたほか、島自体はエル・フレイル島（El Fraile Island）と呼ばれる。1909年、当時アメリカ合衆国の植民地だったフィリピンにおいて、マニラ湾の湾口南側の防衛を強化するべくマニラ・スービック湾沿岸防衛施設の一部として設置された。コレヒドール島の真南に位置する。太平洋戦争の最中には日本軍によって占領されたが、後に奪還された。終戦後に放棄され、以後は廃墟となっている。
施設名はリチャード・ドラム陸軍准将から取られた。ドラム准将は米墨戦争や南北戦争に従軍した将校で、ちょうど要塞の建設が行われた1909年に死去した。現在、フォート・ドラムを含む旧湾沿岸防衛施設はカヴィテ市当局の管理下に置かれている。

## エル・フレイル島

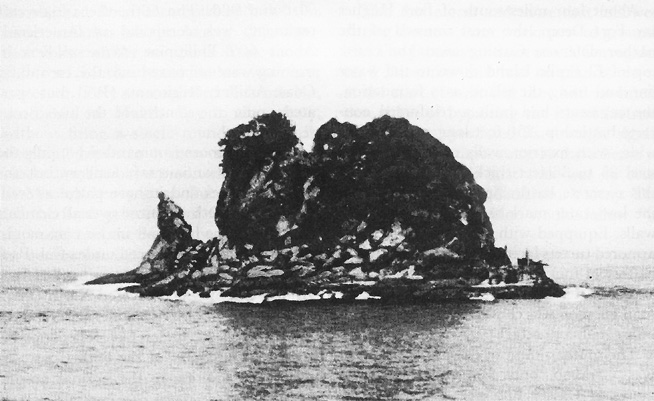
要塞化前のエル・フレイル島（1909年頃）

元々、エル・フレイル島はマニラ湾口に位置する岩がちの小島であった。エル・フレイル（El Fraile）の島名はスペイン語で修道士を意味するが、その由来は不明とされる。植民地時代にはスペイン軍の砲兵陣地が設置されており、米西戦争中の1898年4月にはアメリカ海軍の防護巡洋艦ローリーとエル・フレイル島の間で砲戦が行われた。
米西戦争が終結すると、ウィリアム・タフトが議長を務める要塞委員会はアメリカが新たに獲得した領土の主要港を要塞化するべきと主張した。これに従い、エル・フレイル島を始めとする湾口の4つの小島は要塞島としてマニラ・スービック湾沿岸防衛施設に組み込まれることとなったのである。

## 要塞化

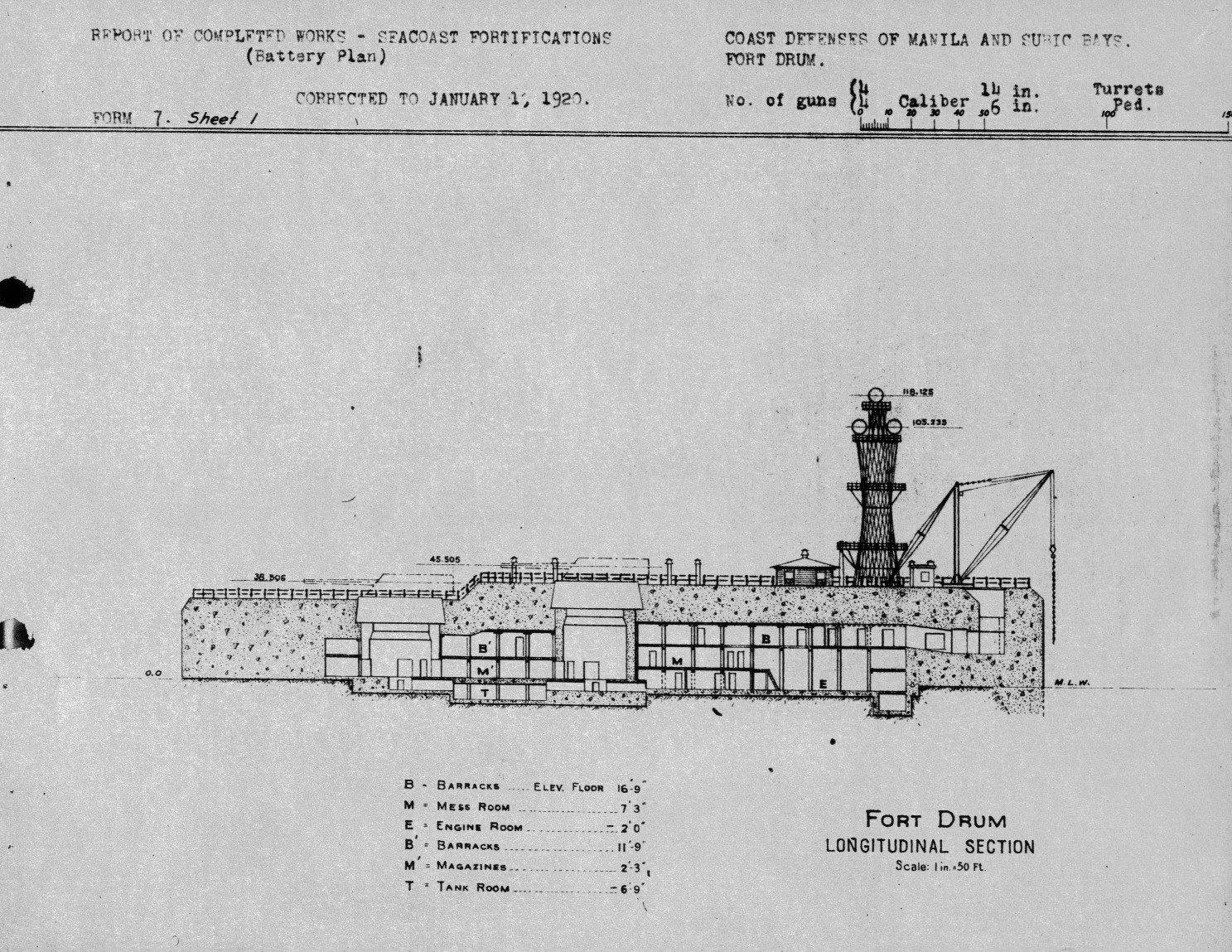
フォート・ドラムの側面図

当初、エル・フレイル島には掩蔽された機雷管制施設が設置される予定だった。しかし、一帯の防衛施設が不足しているとされた為、島を平坦にしてコンクリートで覆い、その上で12インチ連装砲塔2基を設置するという計画に改められた。さらに計画案の提出を受けた陸軍省の指示により、主武装には14インチ砲を用いることとなった。
建設は1909年4月から始まり、5年間が費やされた。陸軍工兵隊はまず島を平らにし、それから鉄筋コンクリート層の構築に着手した。戦艦とよく似たシルエットで、全長は350 ft (110 m)、全幅は144 ft (44 m)、干潮時トップデッキの高さは水面上40 ft (12 m)だった。
主武装は2基のM1909 14インチ連装砲で、それぞれマーシャル（Marshall）およびウィルソン（Wilson）という名称が与えられていた。
副武装のケースメイト式M1908MII 6インチ砲は「船体」の左右両側に2基ずつ組にして設けられており、それぞれロバーツ（Roberts）およびマクレアー（McCrea）という名称が与えられていた。これらの砲が島に運び込まれたのは1916年になってからだった。
1番砲塔はトップデッキから9 ft (2.7 m)下がった位置にあり、旋回角は左右230°である。2番砲塔はトップデッキにあり、旋回角は360°であった。いずれの砲塔も仰角は15°で、射程は19,200ヤード (17,600 m)だった。防空装備として3インチ高射砲が2基設置されていた。
そのほか、探照灯、高射砲陣地、高さ60-フート (18 m)でラティス式の射撃管制塔がデッキ部に設置された。発電機、射撃指揮室（plotting room）、弾薬庫などは地下深くに設置され、およそ240名の将兵が収容されていた。
デッキ部は厚さ20-フート (6.1 m)の鉄筋コンクリートで守られていた。周囲のコンクリートの厚さも25 - 36 ft (7.6 - 11.0 m)程度あり、敵艦船からのあらゆる攻撃に耐え得るとされていた。

## 第二次世界大戦

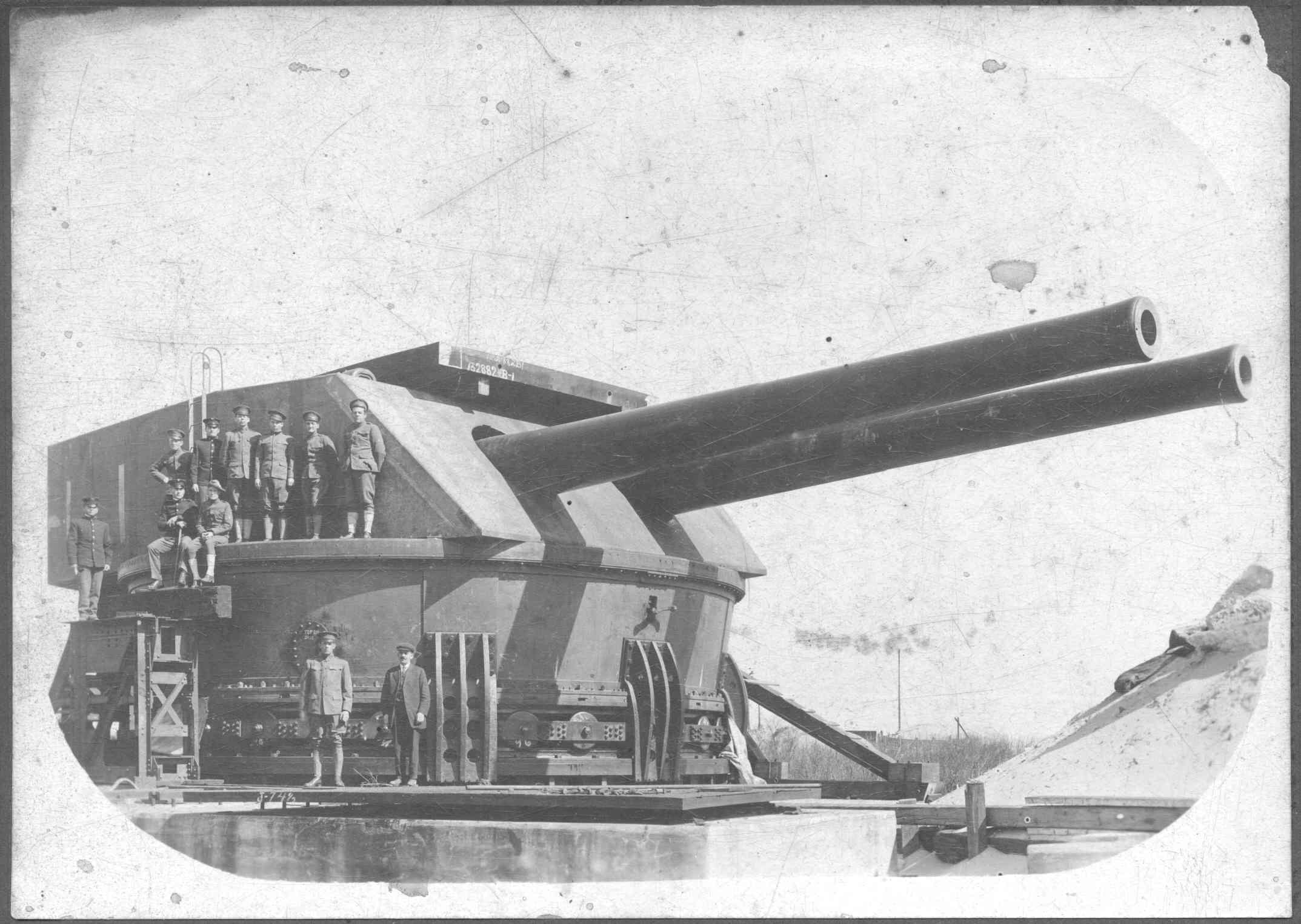
フォート・ドラム建設に先立ち、サンディ・ホック試験場で性能試験を受ける14インチ砲。

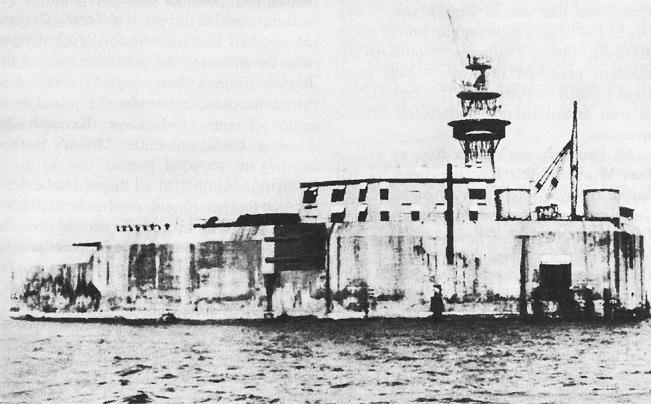
「左舷」側の写真。トップデッキに射撃管制塔や木造兵舎が設置されている。前方（左側）に1番砲塔の砲身、中央に2門の6インチ砲が見える。

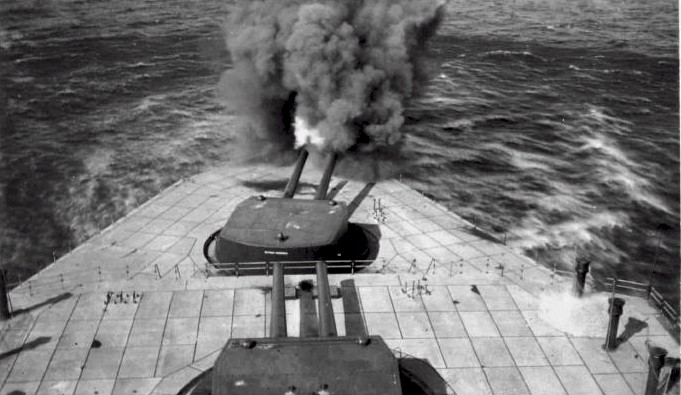
マーシャル砲塔による砲撃訓練の様子。

### 1941年 - 1942年
1941年12月末、日本陸軍のルソン島上陸が始まると、まもなくしてフォート・ドラムを始めとするマニラ湾の防衛施設はこれらの地上戦力を射程内に収めた。開戦時、フォート・ドラムには第59沿岸砲兵連隊E中隊が配置され、トップデッキに設けられていた木造兵舎はウィルソン砲塔の射界を確保するため解体されていた。
当初、日本側の偵察機はフォート・ドラムについて「マニラ湾頭に敵の戦艦が進入した」と誤って報告したという。
1942年1月2日、日本軍による空襲を受けるが、フォート・ドラムはこれに耐えぬいた。1月12日、要塞の弱点と考えられていた「船尾」にM1903 3インチ砲の砲台が新設され、ホイル（Hoyle）という名称が与えられた。翌日13日、ホイル砲台は「船尾」方向から接近してきた日本軍船舶（現地徴用の汽船）を攻撃し、撤退させた。この時、新設されたばかりのホイル砲台のコンクリートは乾ききっておらず、照準調整などもまだ行われていなかった。この攻撃により、ホイル砲台は第二次世界大戦において初めて敵船舶を砲撃したアメリカ軍の沿岸砲となった。
2月初頭、フォート・ドラムはテルナーテに設置された日本軍の96式15cm榴弾砲陣地からの激しい砲撃にさらされた。3月中頃にはより強力な45式24cm榴弾砲が砲撃に加わり、3インチ高射砲陣地を破壊したほか、6インチ砲のうち1門を無力化した上、掩蔽壕の一部を損傷させた。激しい砲撃の中でコンクリートの大部分が剥ぎ取られたが、主砲塔はいずれも損傷を受けず、砲撃の最中でも任務を続行していた。フォート・ドラムの14インチ砲に加え、フォート・フランクの12インチ沿岸迫撃砲による反撃が行われたものの、効果はほとんどなかった。4月10日、バターンの防衛線が崩壊する（バターンの戦い）。しかし、フォート・ドラムを始めとする沿岸防衛施設は以後も抵抗を続けた。
これらの沿岸防衛施設の存在により、日本側はマニラ湾へ艦船を接近させることさえも困難となっていた。その為、コレヒドール攻撃に用いる上陸用舟艇は夜闇に紛れて湾内に進入するほかになく、各要塞に対する激しい砲爆撃には舟艇の移動から注意を逸らす目的もあったという。
5月5日夜、フォート・ドラムの14インチ砲は2度目のコレヒドール攻撃を試みる日本軍を攻撃し、複数の荷船を撃沈した。5月6日、コレヒドール要塞の陥落を受け、フォート・ドラムも降伏した。以後、1945年までフォート・ドラムは日本軍によって占領されることとなる。フォート・ドラムに勤務していた将兵に戦死者はなく、負傷者は5名のみだった。コレヒドール要塞が陥落する5分前まで砲撃を続けていた14インチ砲は、降伏した時点でもほとんど損傷を受けていなかったが、降伏に際してフォート・ドラムの武装は全て破壊された。マニラ湾の沿岸防衛施設の降伏を以って、フィリピンにおけるアメリカ軍の組織的抵抗は終結した。
マニラ湾の沿岸防衛施設に残されていた沿岸砲は、操砲に多くの兵員が必要であり、差し当たって利用の価値がないとされた為、将来的には防備に組み込むことを考慮しつつも放置されたり、廃砲として解体されるなどした。5月7日に日本軍が上陸した時点で、フォート・ドラムには14インチ砲弾200発、5インチ砲弾4,200発、3インチ砲弾400発が残されていた。砲は6インチ砲2門を除き、全て使用不可と判断された。14インチ砲も廃砲とされたが、偽砲台として以後も存置された。

### 1944年 - 1945年
1945年のマニラの戦いにおいて、フォート・ドラムはマニラ湾における日本軍の最後の抵抗拠点となった。守備隊として配置されていたのは、1944年10月24日に沈没した戦艦武蔵の元乗員ら65名だった。彼らはアメリカ軍によって包囲された後も降伏を拒否し、小火器や迫撃砲を用いて抗戦を続けていた。
4月14日、フォート・ドラムへの上陸が実施された。これに参加したのは米第38歩兵師団所属の将兵で、師団長補のロバート・H・ソウル大佐が攻撃の指揮を執った。ソウル大佐指揮下の歩兵68名は、デリックとはしけを増設した揚陸艇を用いてトップデッキに登り、日本軍守備隊を要塞の奥深くへと追い込んだ。そしてトップデッキの通気孔から5,000ガロンのガソリン混合燃料を流し込み、600ポンドの爆薬がセットされた。アメリカ兵達が退避した後、時限式ヒューズを用いて点火されたフォート・ドラムは大爆発を起こした。巨大なコンクリート塊と鋼鉄製の防爆扉が数百フィートもの高さまで吹き飛ぶほどの爆風だったという。その後、フォート・ドラムは数日間も燃え続け、内部の調査に着手するのは14日後になってからだった。守備隊の日本兵全員が焼き殺され、生存者は1人もいなかった。一方、アメリカ側の被害は揚陸艇で接近する際に狙撃され、軽傷を負った兵士3名のみだった。

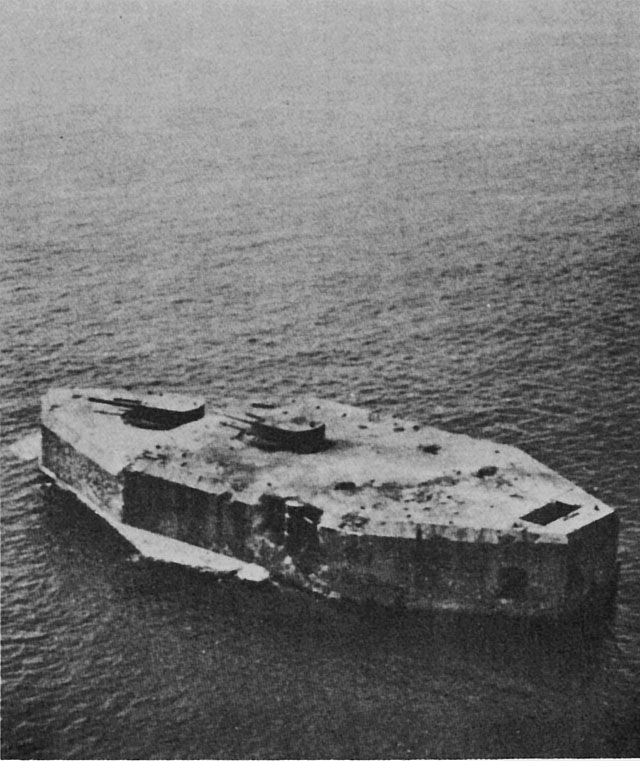
1945年2月頃のフォート・ドラム
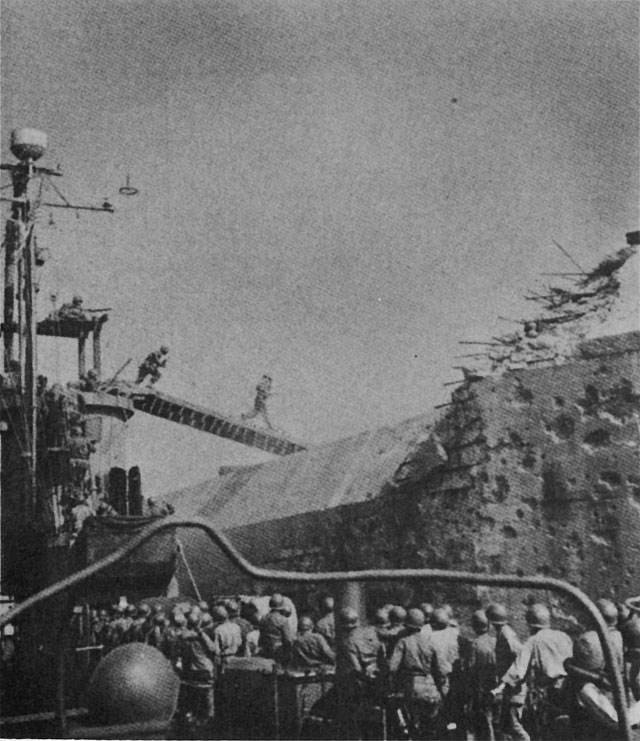
フォート・ドラムに突入するアメリカ兵
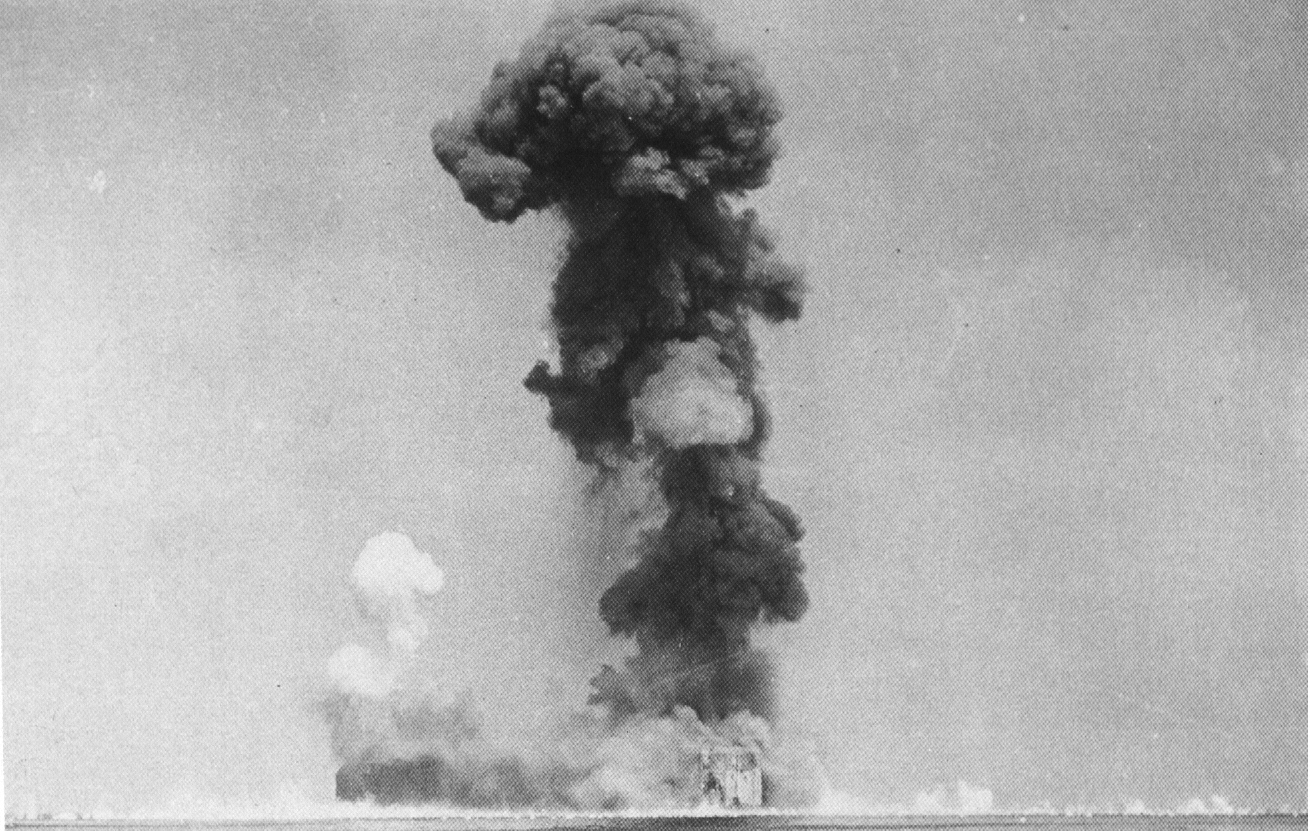
フォート・ドラム爆破の瞬間

## 現在

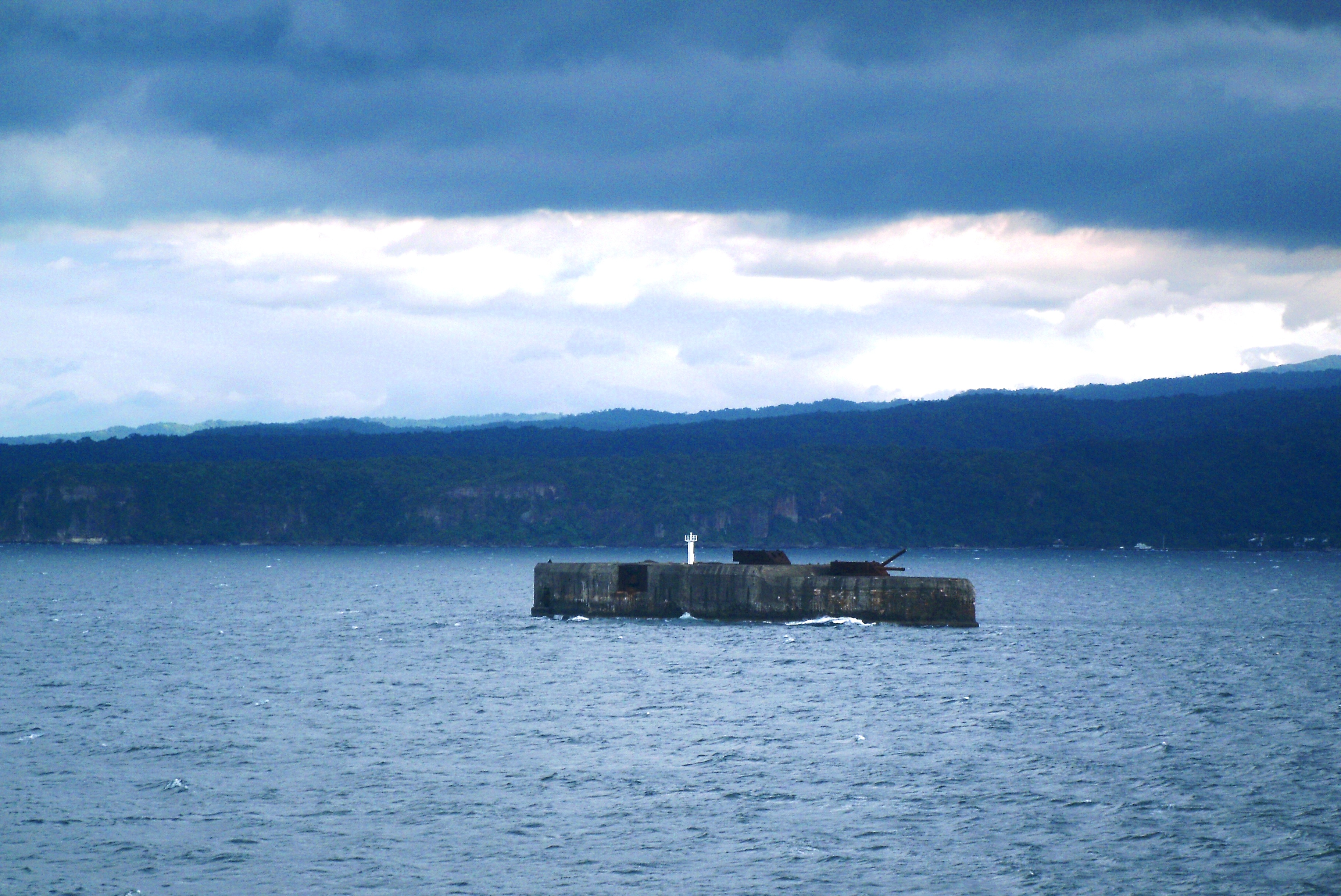
2011年に「右舷」方向から撮影されたフォート・ドラム。トップデッキに白い無人灯台が確認できる。

戦後、フォート・ドラムは放棄され、現在は廃墟となっている。1970年代から屑鉄を求める転売業者らによる盗掘が行われており、2009年時点でも盗掘の報告がある。
2009年頃、フィリピン沿岸警備隊によってマニラ湾に進入する船舶を誘導する為の無人灯台が設置された。

## 関連書籍
- Belote, James H. (1967). Corregidor, Saga of a Fortress. Harper&Row
- Kaufmann, J.E.; Kaufmann, H.W. (2004). Fortress America: The Forts That Defended America, 1600 to the Present. Da Capo Press. ISBN 978-0-306-81550-8